# Ростокский университет
Ро́стокский университет (нем. Universität Rostock) — старейший университет в районе Балтийского моря, в земле Мекленбург- Передняя Померания, третий в списке самых старинных университетов Германии. Основан 13 февраля 1419 года герцогами Иоганном IV Мекленбургским, Альбрехтом V Мекленбургским и городским советом Ростока. В 1976—1990 годах Ростокский университет носил имя первого президента ГДР Вильгельма Пика.
Это был 5-й университет, основанный в Священной Римской империи.
Среди выпускников университета пять лауреатов Нобелевской премии.

## История
Университет был основан в 1419 году по благословению Папы Мартина V и, таким образом, является одним из старейших университетов Северной Европы.
В Германии всего пять университетов, которые были основаны ранее, с тех пор непрерывно работали только Гейдельбергский и Лейпцигский: Гейдельберг (1386), Кёльн (1388), Эрфурт (1392/1994), Вюрцбург (1402/1582) и Лейпциг (1409). Ростокский университет- третий старейший постоянно действующий университет Германии.
На протяжении XV и XVI веков в Ростокском университете ежегодно училось от 400 до 500 студентов, и он был одним из самых важных университетов Германии того времени. Многие из его студентов были выходцами из Нидерландов, Скандинавии или других стран, расположенных на берегах Балтийского моря.
В ходе политической борьбы и под давлением церкви в 1437 году университет переехал в Грайфсвальд и оставался там до 1443 года. С 1487 по 1488 год занятия проходили в Любеке.
В 1542 году, через несколько лет после принятия протестантизма городом Росток, университет стал протестантским. С тех пор гуманизм и лютеранство стали определяющими характеристиками университета. Однако после Тридцатилетней войны (1618—1648) в течение примерно двух столетий Ростокский университет играл только региональную роль. После того, как в 1827 году город передал университет государству (Великое герцогство Мекленбург-Шверин), все изменилось к лучшему. Во второй половине XIX века в альма-матер Ростока велось активное строительство, и вскоре университет восстановил свою старую репутацию среди немецких университетов.
Ростокский университет был последним университетом Германии, разрешившим незамужним женщинам учиться в зимнем семестре 1909/1910 года. С 1919 года замужние женщины также получили право учиться в университете. Первой женщиной- преподавателем была Матильда Фурманн (трудовое право, 1943).

## 1919—1945
По случаю 500-летия университета 12 ноября 1919 года Альберт Эйнштейн и Макс Планк получили почётные докторские степени. Ростокский университет оказался первым в мире высшим учебным заведением, удостоившим этой чести Эйнштейна.
Докторантура не была отменена во время нацистского правления в Германии (1933—1945), несмотря на приказ нацистов. Причина этого остается неизвестной.
В 1933 году по закону об отстранении неугодных лиц и евреев были уволены психолог Дэвид Кац и профессор стоматологии и декан медицинского факультета Ханс Мораль.

## 1945—1989
После окончания Второй мировой войны в 1945 году произошло много изменений. Университет, находившийся в советской зоне Германии (позже ГДР), вновь был открыт 24 февраля 1946 года. Юридический факультет был закрыт в 1951 году, сельскохозяйственный факультет был открыт в 1950 году, а в 1951 году был открыта кафедры судостроения (в 1963 году переименован в технологический факультет). Ростокский университет стал первым традиционным университетом Германии, открывшим технический факультет. В 1952 году был открыт авиационный факультет, но позже переехал в Дрезден.
В 1976 году университет был переименован в честь Вильгельма Пика, первого президента Германской Демократической Республики. После воссоединения Германии это название было отменено.

## 1989 — настоящее время
Экономика региона улучшилась. Внешнее финансирование исследований увеличилось в период с 2005 по 2010 год на 83 % и в настоящее время превышает 47 миллионов евро в год. С 1991 года в инфраструктуру университета было инвестировано более 500 миллионов евро, а к 2015 году эта цифра достигла 750 миллионов евро. Число молодых людей из Западной Германии и иностранных студентов, которые выбирают Университет Ростока в качестве места учебы, с каждым годом увеличивается. Иностранные студенты из 99 разных стран получили профессии в Университете Ростока.
В 2007 году Университет Ростока сосредоточил исследования по трем направлениям: жизнь, свет и материя (LLM), морские системы и старение людей и общества. В 2010 году было добавлено четвертое— «Знание-культура-трансформация». Жизнь, свет и материя разрабатывает новые концепции для технологий будущего, основанных на атомных и молекулярных процессах, в связи с лазерной оптикой и науками о жизни.
«Maritime Systems» (Морские системы) объединяет океанографов, инженеров, ученых-гуманитариев, ученых в области сельского хозяйства и социальных наук, экономистов и юристов.

## Известные личности
Среди известных выпускников — лауреаты Нобелевской премии: Альбрехт Коссель, Карл фон Фриш и Отто Штерн; физики- теоретики: Паскуаль Йордан (при нацистах работал в ракетном центре в Панемюнде) и Вальтер Х. Шоттки. Он является членом Европейской ассоциации университетов.

## Ректоры
До 1945 года
- Хемниц, Мартин 1601
- Чернинг, Андреас
- Ширмахер, Фридрих Вильгельм 1878—1879
- Христиан-Фридрих Шац 1880
- Маделунг, Отто Вильгельм 1892
- Стида, Вильгельм 1896
- Зееберг, Оскар Теодор Альфред 1914
- Кёрнер, Отто 1913—1914
- Коберт, Рудольф 1906
- Барфурт, Дитрих 1902—1903 и 1917—1918

Список ректоров после 1945 года:
- Ринеккер, Гюнтер (нем. Günther Rienäcker) — 1946—1949
- Hans Hermann Schmid — 1948—1949
- Эрнст Штрук (нем. Ernst Struck) — 1949—1952
- Эрих Шлезингер (нем. Erich Schlesinger) — 1952—1956
- Фриц Мюллер (нем. Fritz Müller) — 1956—1957
- Эрнст Райнмут (нем. Ernst Reinmuth) — 1957—1959
- Рудольф Шик (нем. Rudolf Schick) — 1959—1965
- Гюнтер Хайдорн (нем. Günter Heidorn) — 1965—1976
- Вольфганг Брауэр (нем. Wolfgang Brauer) — 1976—1989
- Клаус Плётнер (нем. Klaus Plötner) — 1989—1990
- Герхард Маэс (нем. Maeß, Gerhard) — 1990—1998
- Гюнтер Вильденхайн (нем. Wildenhain, Günther) — 1998—2002
- Ханс Юрген Вендель (нем. Wendel, Hans Jürgen) — 2002—2006
- Томас Штротхотте (нем. Strothotte, Thomas) — 2006—2008
- Вольфганг Шарек (нем. Schareck, Wolfgang) — с 2009